# Majstorska cesta
La Majstorska cesta (lett. "Strada degli Operai", Strada Statale D547) è una strada statale in Croazia ed è stato il primo nodo stradale moderno della Croazia meridionale e settentrionale. Fu inaugurata il 4 ottobre 1832. La Majstorska cesta è una strada trans-Velebit che collegava Sveti Rok in Lika via Mali Alan con Obrovac in Dalmazia. Lungo l'allora nuovo Velebit trasversale, oltre al commercio, c'era anche il traffico postale tra Vienna e Zara.

## Costruzione della strada

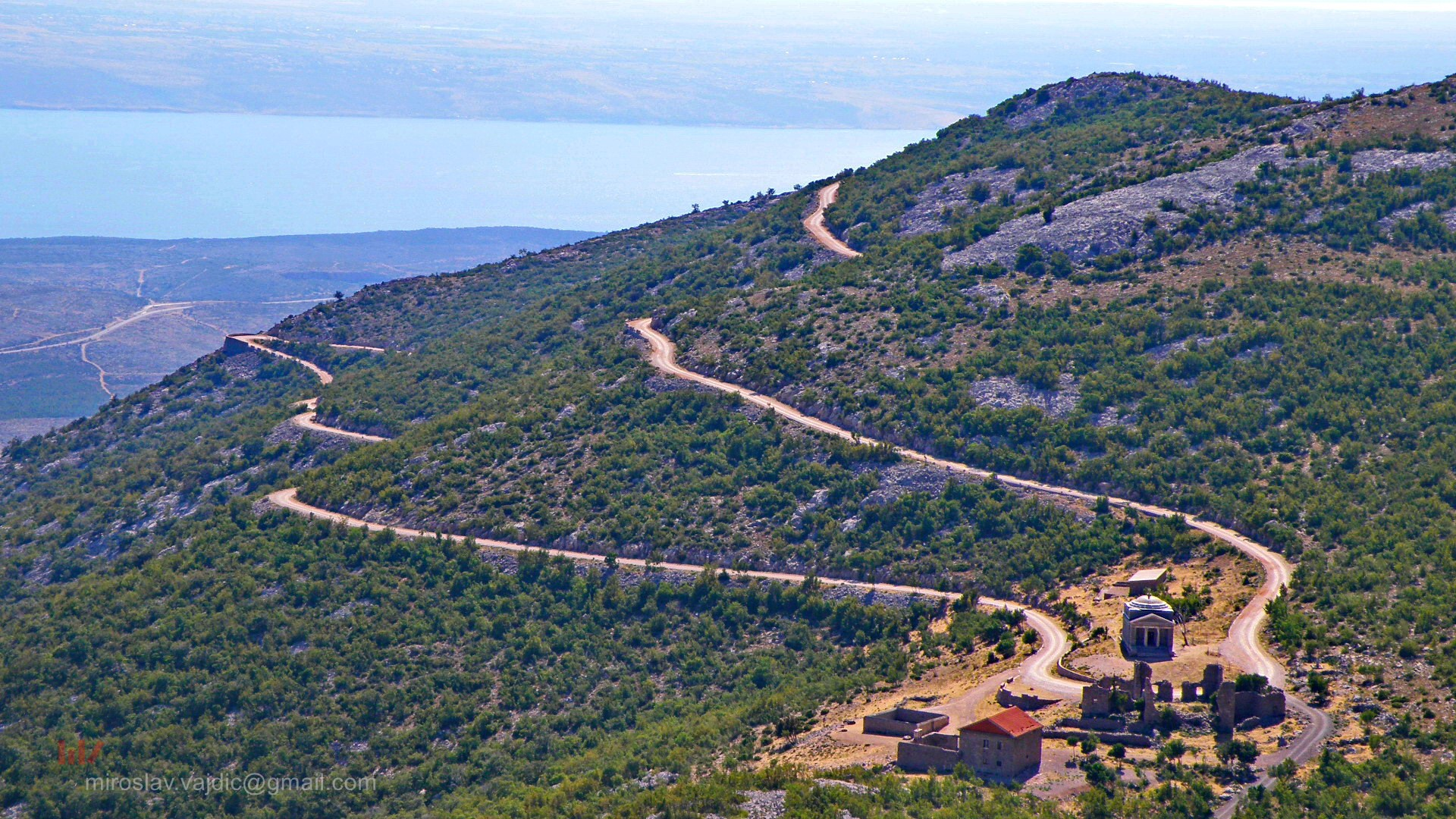
Serpentine Master Roads e la chiesa di Podprag.

È stata costruita in condizioni molto difficili. Si dice che sia stato costruito sfondando rocce vive. Ha una lunghezza totale di 41 chilometrii e ha preso il nome dal metodo di costruzione, che era avanzato e molto difficile per le condizioni dell'epoca. Il nome della strada deriva dalla parola tedesca “meisterstück” che significa capolavoro. La pendenza massima di questa strada al momento della costruzione era fino al 5,5%, che era così avanzata per quel tempo e che si può vedere dal fatto che questa pendenza è in linea con le moderne normative per la costruzione di strade.

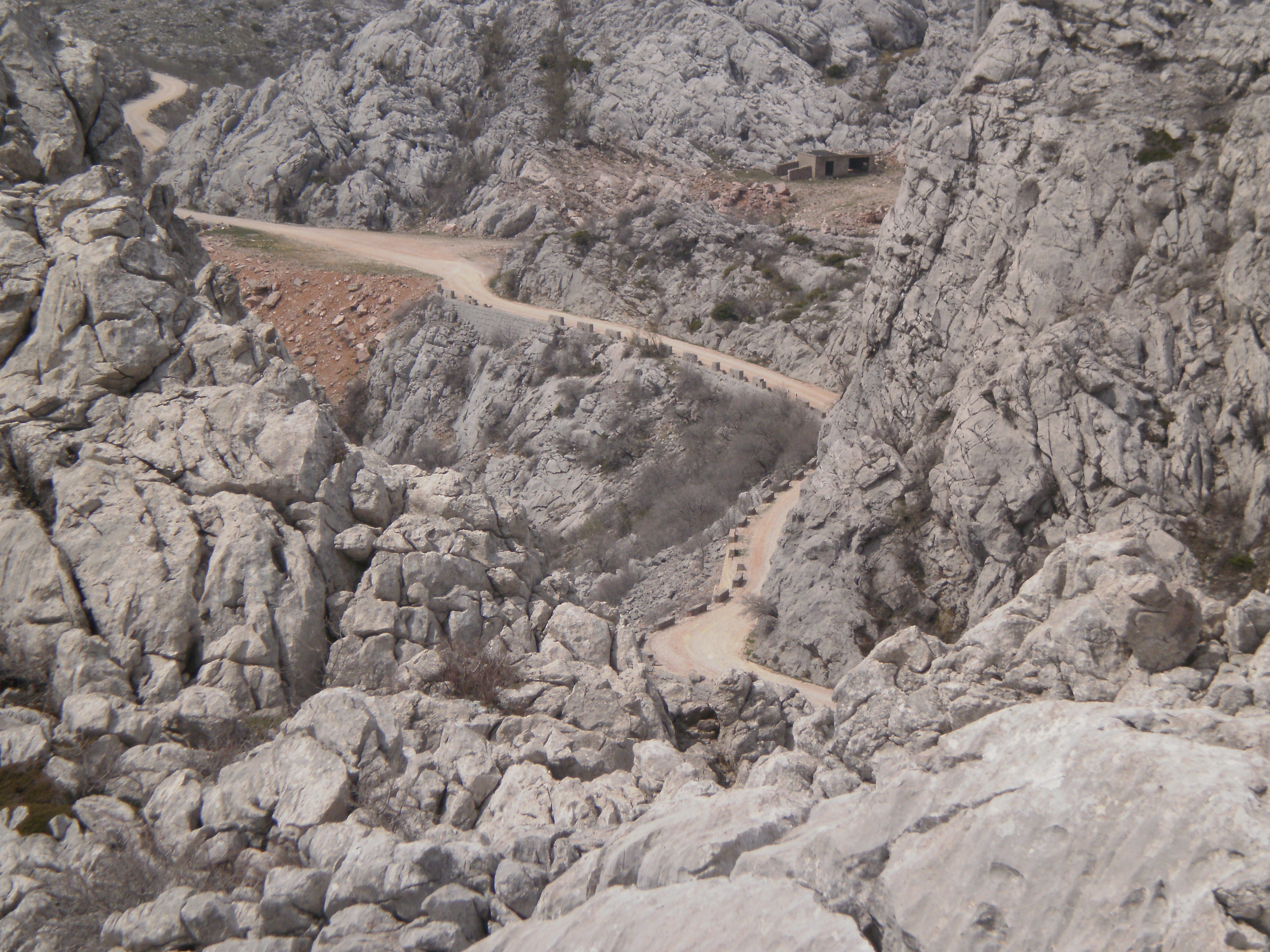
Majstorska cesta vicino a Jasenice.

Nella monarchia asburgica, c'era un viaggio estremamente lungo tra Vienna e Zara, e in generale dalle regioni della Croazia meridionale - Dalmazia, che era stata appena annessa da Venezia e Napoleone. Il commercio e il traffico postale erano difficili. Per facilitare, la corte viennese nel 1819 decise di costruire una strada trans-Velebit dal villaggio di Sveti Rok, attraverso il passo dell'Alan minore (1045 m s.l.m.) fino alla strada principale per Obrovac. I lavori iniziarono nel 1825 e fino al 1827 fu costruita una sezione lunga 24 km da Obrovac attraverso Podprag, Praga e la Porta della Regina fino a Alan minore, l'allora fine del confine dalmata. La seconda fase di costruzione è stata la sezione Lika lunga 17 km da Mali Alan a Sv. Roka. Lì, la Strada degli operai si è fusa con il percorso già esistente della strada dalmata. La strada fu completata e inaugurata nel 1832.

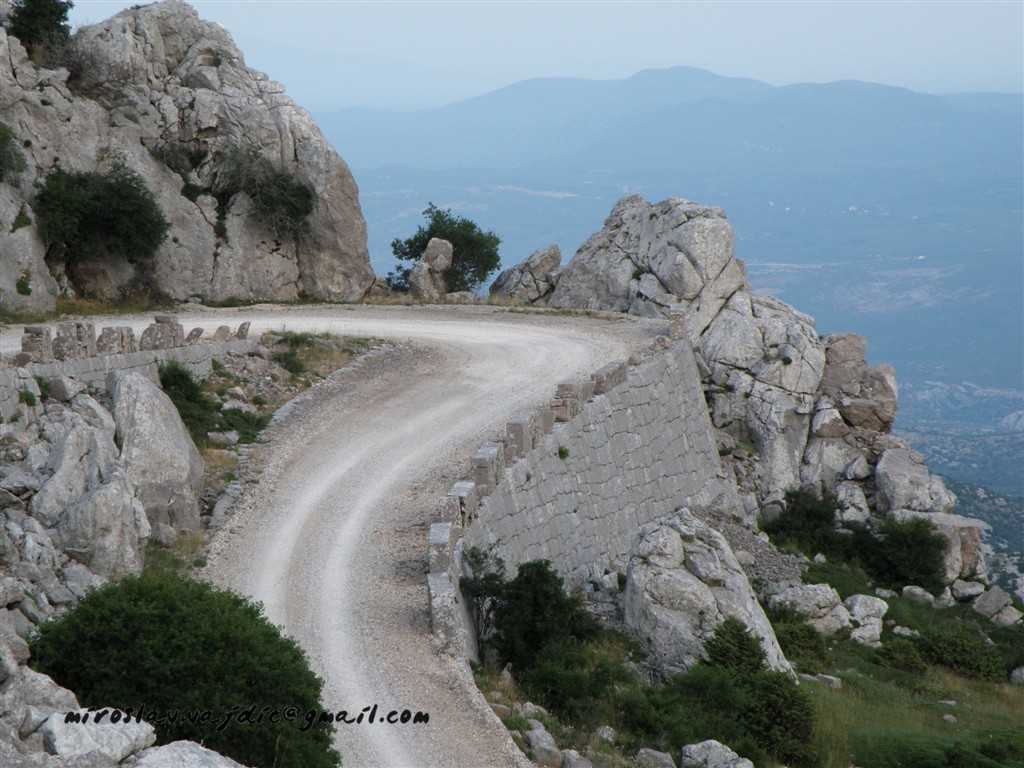
Parte edificata della strada.

Il percorso della strada è superbamente eseguito in punti molto difficili. Il costruttore della strada, Josip Kajetan Knežić, realizzò il percorso lungo il ripido pendio del Velebit con numerose serpentine tra gole e fianchi, che era un grande progresso nella costruzione di strade a quel tempo. Le condizioni avverse hanno contribuito al costo molto elevato della costruzione di strade. Secondo la leggenda, gli operai si lamentarono con il designer Knežić delle condizioni impossibili di sfondamento, a cui, secondo la leggenda, rispose loro con una domanda di offerta se poteva misurare l'oro per lo stesso peso di pietra. A causa di un costo di costruzione così alto, cadde in disgrazia presso la corte viennese.
L'Imperatore d'Austria Francesco II in ricordo della nuova strada, fece costruire nel 1832 la chiesa di S. Frane a Podprag. Su entrambi i lati, quello rivolto verso la montagna e quello rivolto verso il mare, hanno portici uguali. Sorge alle pendici del Velebit, al centro di una radura ai piedi del Tulovi gredi - una zona conosciuta come Podprag. La sottosoglia è un altopiano tortuoso in pietra. La chiesa fu consacrata nel 1839 e fornita di pregevoli candelabri e altri accessori per il culto sacro. La decorazione più bella era la pala d'altare di S. Francesco, realizzato dal giovane pittore zaratino Franjo Salghetti Drioli (1811-1877), e oggi si trova nella Pinacoteca di Spalato . È stato devastato nella recente guerra. Vicino alla chiesa fu eretta una locanda (ospizio) dei Frati Minori che forniva servizi a viandanti, pellegrini e passanti, nonché assistenza pastorale alle parrocchie ai piedi del Velebit.

## La strada oggi
Oggi, la strada sopra Tulovi gredi è una strada panoramica unica, la più bella strada di montagna da cui allo stesso tempo si aprono splendide viste sulle forme spettacolari delle rocce di Tula, che suscitano stupore, così come l'entroterra di Zara e il mare. L'area di Praga è nota per una forte tempesta, a volte di forza di uragano.
Sulla strada da Sveti Rok, la strada sale costantemente in salita e attraversa principalmente aree forestali, e quando si raggiunge il passo Mali Alan, il paesaggio cambia e diventa improvvisamente carsico con molte pietre e senza molto verde. Poi la strada ha una leggera pendenza verso Tulovi gredi e ancora più avanti verso Obrovac. Lungo l'intero tratto di strada da Mali Alan a Tulovi gredi, ci sono monumenti ai caduti veterani croati della Guerra Patria, e sotto Tulovi gredi c'è una cappella in memoria di Damir Tomljanović Gavran.
La Majstorska cesta è sotto la protezione del Ministero della Cultura croato dalla fine del 2007 come strada storica e bene culturale, che ha impedito un tentativo di asfaltarla, e i comuni di Jasenice e Lovinac, sotto il cui territorio è ubicati, hanno avviato lavori di ricostruzione e stabilizzazione, protezione dai fossi, ma anche aumento del traffico.